# Маатсоо, Нигуль Павлович
Нигуль Павлович Маатсоо (эст. Nigul Maatsoo; до 1935 года — Николай Матсов; 26 декабря 1902, Таллин — 11 ноября 1967, там же) — советский эстонский тренер по боксу. Работал тренером в таллинском спортивном обществе «Динамо», тренер сборных команд СССР и Эстонской ССР, личный тренер нескольких титулованных советских боксёров, в том числе его учениками в разное время были Роман Каристэ (Карелин), Мартин Линнамяги, Николай Степулов и др. Заслуженный тренер СССР (1957).

## Биография
Родился 26 декабря 1902 года в Таллине.
Активно заниматься боксом начал в возрасте четырнадцати лет в 1916 году. В период 1921—1924 годов проходил подготовку под руководством знаменитого наставника Аркадия Георгиевича Харлампиева, одного из основоположников русской школы боксы.
В 1924 году Матсов сам занялся тренерской деятельностью, основав в Таллине собственный боксёрский клуб «Спорт». В 1935 году взял себе эстонское имя Нигуль Маатсоо. Начиная с 1940 года осуществлял тренерскую деятельность в таллинском совете физкультурно-спортивного общества «Динамо». Тренировал сборную команду Эстонской ССР, в качестве тренера неоднократно привлекался к работе в сборной команде Советского Союза, в частности готовил советскую национальную сборную к летним Олимпийским играм 1952 года в Хельсинки.
За долгие годы тренерской работы подготовил ряд титулованных боксёров, добившихся большого успеха на всесоюзном уровне. В их числе чемпион СССР Роман Каристэ (Карелин), серебряный и бронзовый призёр чемпионатов СССР Мартин Линнамяги, участник чемпионата Европы Карл Кяби, чемпионы Эстонии Хиллар Лоскит, Антон Раадик, Лембит Маурер, участники Олимпийских игр Эвальд Сеепере и Николай Степулов. За выдающиеся достижения на тренерском поприще в 1957 году Маатсоо был удостоен почётного звания «Заслуженный тренер СССР».
Умер 11 ноября 1967 года в Таллине в возрасте 64 лет.
В 1968—1981 годах в Таллине ежегодно проводился мемориальный турнир по боксу памяти Нигуля Маатсоо.
Его младший брат Пеэтер Матсов так же являлся видным деятелем эстонского бокса, судьей международной категории (1956).

## Награды
- Медаль «За трудовую доблесть» (27.04.1957) — «за успехи, достигнутые в деле развития массового физкультурного движения в стране, повышения мастерства советских спортсменов, и успешное выступление на международных соревнованиях»